# Isla Quiribrí

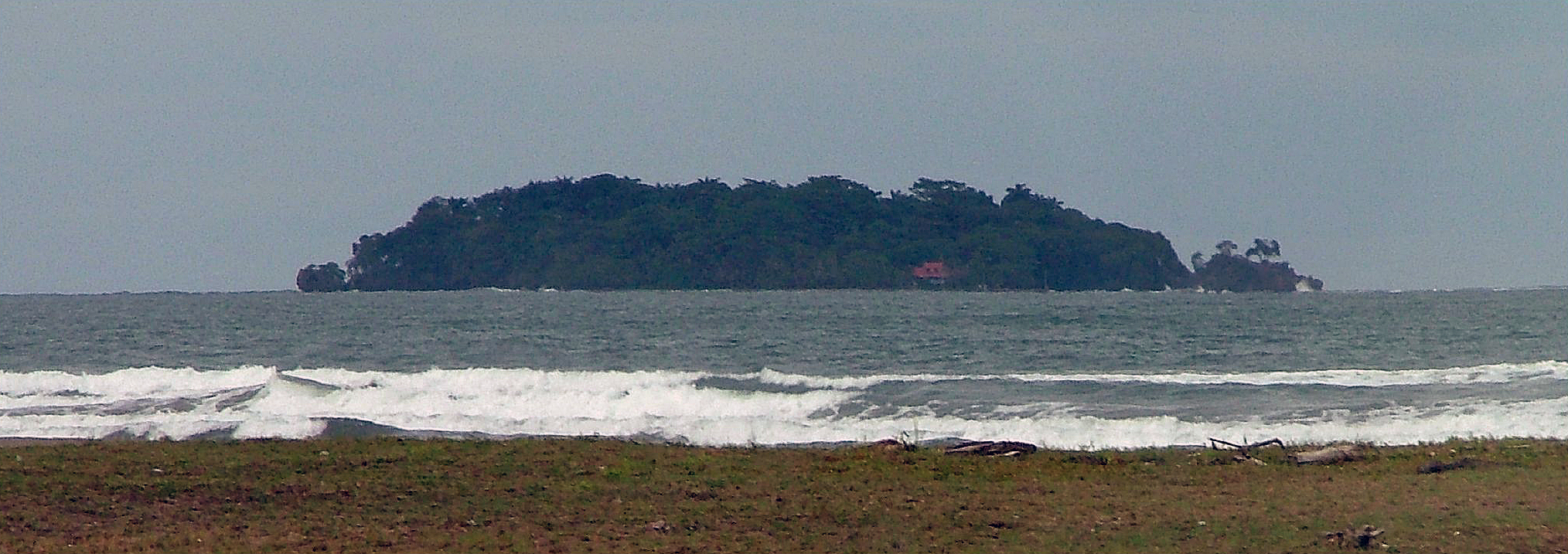
Blick auf Isla Uvita from the coast south of Limón

Isla Quiribrí (auch: Isla Uvita spanisch: „Kleine Traubeninsel“, Uvita Island) ist eine kleine Insel bei Puerto Limón an der  karibischen Küste von Costa Rica.

## Geographie
Die Insel liegt 850 m östlich des Hafens von Limón. Sie ist 420 m lang von Norden nach Süden und bis zu 315 m breit (NW-SO). Derzeit ist sie unbewohnt, aber es gibt mindestens ein Gebäude auf der Insel und einen kleinen Schiffsanleger. Besuche können mit Fischerbooten von den Docks am Cieneguita River aus gemacht werden. Während die Küste der Insel im Süden und Westen fast gleichmäßig rund ist, ist der Nordwesten ziemlich zerklüftet. Es gibt einige Buchten und vor der Nordostspitze liegt noch ein weiteres namenloses Felseneiland. Der südöstliche Teil der Insel ist nicht bewaldet.

## Name
Uvita hat in der Geschichte öfters den Namen gewechselt. Im Englischen hiet sie „Grape Cay“, „Grape Island“ oder „Uvia Island“; im Spanischen Isla Uvita und La Uvita. Die Cariari-Indianer nannten sie Quiribrí. 1986 beschloss die Comisión Nacional de Nomenclatura (Nationale Kommission für Nomenklatur) die Wiedereinführung des ursprünglichen Namens Isla Quiribrí und die Academia de Geografía e Historia de Costa Rica (Akademie für Geographie und Geschichte von Costa Rica) beauftragte die Comisión und die Kommune Limón die Namensänderung 2002 zum 500. Jahrestag der Ankunft von Christopher Columbus auf der Insel öffentlich zu machen. Isla Quiribrí ist nun der offizielle Name aber nur selten benutzt. Vor ort wird die Insel noch immer als Isla Uvita bezeichnet, sogar auf offiziellen Karten.

## Geschichte
Christopher Columbus ankerte mit seinen Schiffen an der Insel für Reparaturarbeiten während seiner letzten Reise nach Westindien 1502. Er gab der Insel den Namen La Huerta (span.: „Baumgarten“). Bei dem zwei-wöchigen Aufenthalt kam es zu Begegnungen mit Indianern, die den Europäern in goldener Kleidung gegenübertraten, woraus manche fälschlich den Namen Costa Rica (span.: Reiche Küste) auf eine Benennung von Columbus zurückführen. Der Name wurde tatsächlich erst 1538 von der Royal Audiencia of Panama erstmals benutzt.